# گیتیر
گیتیر (انگلیسی: Getir) یک استارتاپ ترکیه‌ای است، که در سال ۲۰۱۵ تأسیس شد.